# Vigadó Galéria
Vigadó Galéria (Budapest, a Pesti Vigadó épületében, Vigadó tér 2.; alapítva: 1980)
A Vigadó Galéria a magyar kortárs képzőművészet egyik legfontosabb bemutató helye. 

## Külső hivatkozások
Vigadó Galéria